# Кам'яниця Роттендорфівська
Кам'яни́ця Роттендо́рфівська — будинок № 43 на площі Ринок у Львові.

## Історія
Певний час: власником будинку був доктор Густав Бікелес; діяв нелегальний лупанарій. 

## Архітектура
Житловий будинок XVIII століття. Частину робіт у цьому будинку виконав відомий архітектор Бернард Меретин. Перебудований у XIX столітті.
Цегляний, витягнутий на плані, чотириповерховий. Фасад прикрашений ліпними гірляндами і балконом з ажурними ґратами в стилі рококо.